# Meteoryt kamienny

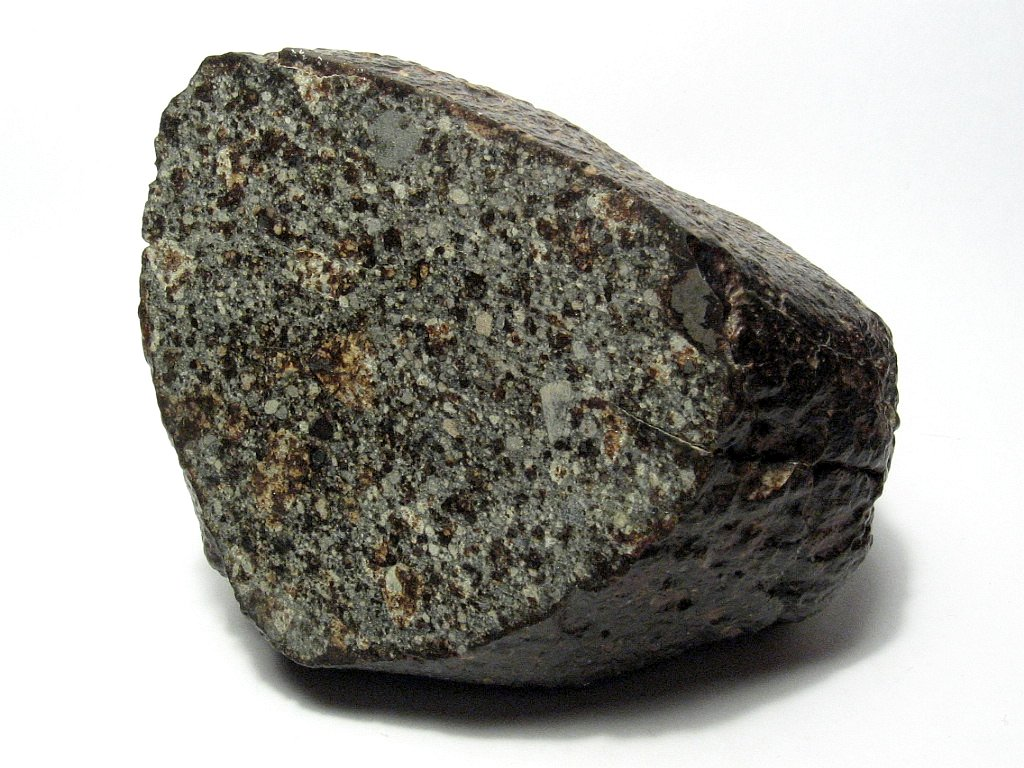
Chondryt

Meteoryt kamienny, aerolit – meteoryt, w którego skład wchodzą głównie krzemiany magnezu i żelazo. Wśród tych meteorytów wyróżnia się dwie grupy: chondryty i achondryty.
Nazwa "aerolit" jest nazwą przestarzałą, wychodzi z użycia w meteorytyce i obecnie używa się raczej terminu meteoryt kamienny.